# نادية بن عزيزي
نادية بن عزيزي هي لاعبة أولمبية ومبارزة تونسية وُلدت في 9 يوليو 2002، ومثلت تونس في دورة الألعاب الأولمبية الصيفية 2020 في منافسات المبارزة بالسيف للسيدات. اعتزلت نادية بن عزيزي اللعب الدولي في وقت مبكر للغاية بعدما لم يحالفها الحظ في دورة الألعاب الأولمبية بطوكيو في عام 2021.

## المشاركات والميداليات
تأهلت نادية بن عزيزي في عام 2020 للمشاركة في دورة الألعاب الأولمبية الصيفية عام 2020 بعدما تمكنت من الفوز مع المنتخب التونسي للمبارزة بنتيجة 45-39 خلال منافسات دور الإثنين والثلاثين من الدورة المؤهلة للأولمبياد في منافسات المبارزة بالسيف، والتي أقيمت في مدينة بودابست بالمجر. ولكن في العام التالي، لم تتمكن نادية بن عزيزي من التأهل إلى الأدوار النهائية في منافسات المبارزة بالسيف في دورة الألعاب الأولمبية الصيفية عام 2020 التي أقيمت في مدينة طوكيو باليابان، وخرجت من دور الأربعة وستين بعدما خسرت بنتيجة 15- 03 أمام المبارزة الهندية بهافاني ديفي. ويوضح الجدول التالي أهم المُسابقات والبطولات التي شاركت فيها نادية بن عزيزي، وأبرز الميداليات والألقاب التي حققتها في البطولات والمسابقات المختلفة:
| العام | المسابقة                                | المكان          | المنافسات                          | الترتيب/الميدالية | ملاحظات                                    |
| ----- | --------------------------------------- | --------------- | ---------------------------------- | ----------------- | ------------------------------------------ |
| 2018  | مسار كأس العالم للمبارزة بالسيف         | تونس، تونس      | المبارزة بسلاح السيف الحاد للسيدات | لم تتأهل          |                                            |
| 2019  | كأس العالم للمبارزة                     |                 | المبارزة بسلاح السيف الحاد للسيدات |                   |                                            |
| 2021  | دورة الألعاب الأولمبية الصيفية عام 2020 | طوكيو، باليابان | المبارزة بسلاح السيف الحاد للسيدات | لم تتأهل          | خرجت من دور الـ64 بعدما خسرت بنتيجة 15- 03 |